# Microporella californica
Microporella californica är en mossdjursart som beskrevs av Busk 1856. Microporella californica ingår i släktet Microporella och familjen Microporellidae. Inga underarter finns listade i Catalogue of Life.